# IJ (이중음자)
IJ(소문자 ij)는 i와 j를 합친 이중음자이다. 보통은 두 문자가 서로 연결되어 있지 않고 사이의 간격만 좁을 뿐이다. 일부의 경우 합자로 쓰이는 경우도 있고, 드물게는 독립적인 글자로 분류하는 경우도 있다.

## 사용
네덜란드어에서 Ĳ의 발음은 보통 [ɛi]이며, 표준 네덜란드어를 포함한 대부분의 방언들에서는 ei와 같은 발음이다. (일부 방언에서는 두 발음이 구분되는 경우도 있다.) 네덜란드어 철자법은 두 표기가 언제 쓰여야 할지 구분하고 있다.
Ĳ나 ĳ를 종종 한 글자로 보는 경우가 있다. 대부분의 네덜란드인들은 필기체에서 ĳ를 ÿ와 같은 모양으로 쓰며, Ĳ를 Y와 같은 모양으로 쓰는 경우도 있다. 네덜란드어에서 Y는 오로지 외래어에만 쓰이지만, 아프리칸스어에서는 Ĳ 대신 Y를 쓰며, 미국이나 캐나다로 이민한 많은 네덜란드인들은 이름의 ĳ를 y로 바꿔서 사용하기도 한다.

### 대문자
네덜란드어에서는 Ĳ를 대문자로 바꿀 경우 i와 j 모두 대문자로 써야 한다. 예를 들어 Ĳsselmeer(에이설호)가 맞고, Ijsselmeer는 잘못된 표기이다.

### 세로쓰기
세로쓰기에서는 Ĳ를 2줄에 나누어 쓰기도 한다.

## 컴퓨터에서의 처리
유니코드에는 다음 글자가 있다. 이 문자들은 기존 인코딩과의 호환을 위해 추가된 호환분해문자(compatibility decomposable character)이며, 유니코드 표준에서는 호환문자는 특수한 목적을 제외하고는 사용하지 않을 것을 권장하고 있다.
| 미리 보기      | Ĳ                         | Ĳ                         | ĳ                       | ĳ                       |
| -------------- | ------------------------- | ------------------------- | ----------------------- | ----------------------- |
| 유니코드 이름  | LATIN CAPITAL LIGATURE IJ | LATIN CAPITAL LIGATURE IJ | LATIN SMALL LIGATURE IJ | LATIN SMALL LIGATURE IJ |
| 인코딩         | 10진                      | 16진                      | 10진                    | 16진                    |
| 유니코드       | 306                       | U+0132                    | 307                     | U+0133                  |
| UTF-8          | 196 178                   | C4 B2                     | 196 179                 | C4 B3                   |
| 수치 문자 참조 | &#306;                    | &#x132;                   | &#307;                  | &#x133;                 |